# Artikel 8 van het Europees Verdrag voor de Rechten van de Mens
Artikel 8 van het Europees Verdrag voor de Rechten van de Mens voorziet in het recht op respect voor privé- en familieleven, het eigen huis en het briefgeheim, waarbij bepaalde beperkingen in overeenstemming met de wet en noodzakelijk in een democratische samenleving mogelijk zijn. 

## Tekst
Artikel 8 – Recht op eerbiediging van privé-, familie- en gezinsleven
1. Een ieder heeft het recht op respect voor zijn privé leven, zijn familie- en gezinsleven, zijn woning en zijn correspondentie.
2. Geen inmenging van enig openbaar gezag is toegestaan in de uitoefening van dit recht, dan voor zover bij wet is voorzien en in een democratische samenleving noodzakelijk is in het belang van de nationale veiligheid, de openbare veiligheid of het economisch welzijn van het land, het voorkomen van wanordelijkheden en strafbare feiten, de bescherming van de gezondheid of de goede zeden of voor de bescherming van de rechten en vrijheden van anderen.

### Toepasbaarheid
Artikel 8 is ook van toepassing op digitale gegevens die inzicht geven in privé leven, zoals bestanden op computers
,
smartphones

en gegevensdragers
.

## Vergelijking met de grondwet

### België
In de Belgische grondwet is:
- Het recht op privacy in artikel 22;
- Het recht op huisvrede in artikel 15;
- Het briefgeheim is in de Belgische grondwet geregeld in artikel 29.

### Nederland
in de Nederlandse grondwet is:
- het recht op privacy geregeld in artikel 10;
- het recht op huisvrede geregeld in artikel 12;
- het briefgeheim geregeld in artikel 13.

## Jurisprudentie
- EHRM 13-06-1979 Marckx/België, geen discriminatie tussen kinderen die binnen of buiten een huwelijk geboren zijn.
- EHRM 21-06-1988 Berrehab-arrest, het wonen op dezelfde plaats is geen noodzakelijke voorwaarde voor een familieleven.
- EHRM 09-12-2004 van Rossem-arrest, het doel van een huiszoekingsbevel moet zo duidelijk zijn dat bezwaar mogelijk is.
- EHRM 30-09-2014 Prezhdarovi/Bulgarije, respect voor correspondentie op gezamenlijk gebruikte computers.